# Metallonupserha metallescens
Metallonupserha metallescens là một loài bọ cánh cứng trong họ Cerambycidae.